# Samar Nassar
Samar Nassar (àrab: سمر نصار, Samar Naṣṣār) (Líban, 16 de febrer de 1978) és una nedadora jordana.
Va participar en els Jocs Olímpics d'Estiu de 2000 celebrats a Sydney representant a Palestina. Va competir en la segona mànega de la primera ronda de la prova de 50 metres lliures, amb un temps de 30,05 s. Va finalitzar en la 65a posició global. En els de Jocs Olímpics d'Estiu de 2004 a Atenes va participar per Jordània. També en la primera ronda dels 50 metres lliures va fer un temps de 30,83 s, i va acabar en 62é lloc.